# Пинна (имя)
Пи́нна (др.-греч. Πιννᾶς, от πίννα — «пинна» — моллюск с двустворчатой перламутровой раковиной) — женское русское личное имя. Являлось непопулярным.
По одной из версий, первоначально было мужским именем наряду с Инной и Риммой. В дальнейшем мужское имя из-за окончания «а» ошибочно посчитали женским и стали брать из святцев для наречения девочек.
Также считается «Пинна» в варианте «Пина» заимствованием из болгарского и сокращением от Деспина (из греческого «госпожа»). Пинна было эпитетом богини Геры.

## Именины
- Православные (в качестве мужского имени)[1]: 2 февраля, 3 июля.